# Rhadinella pilonaorum
Espèce
Synonymes
- Trimetopon pilonaorum Stuart, 1954
- Rhadinaea pilonaorum (Stuart, 1954)

Rhadinella pilonaorum  est une espèce de serpents de la famille des Dipsadidae.

## Répartition
Cette espèce se rencontre au Salvador et au Guatemala. En France beaucoup moins.

## Description
L'holotype de Rhadinella pilonaorum mesure 310 mm dont 100 mm pour la queue.

## Étymologie
Cette espèce est nommée en l'honneur d'Antonio et de Marta Piloña, qui tenaient une plantation de café, Finca La Gloria, au Guatemala où Stuart a résidé. Antonio a trouvé le premier spécimen.

## Publication originale
- Stuart, 1954 : Descriptions of some new amphibians and reptiles from Guatemala. Proceedings of the Biological Society of Washington, vol. 67, p. 159-178 (texte intégral).